# Serpulidae
Los serpúlidos (Serpulidae) son una familia de gusanos anélidos sésiles de la clase Polychaeta que construyen tubos calcáreos en los que habitan. Los serpúlidos son muy similares a los sabélidos, que representan su familia hermana, pero difieron de estos principalmente por dos autapomorfías: son los únicos poliquetos que construyen tubos de carbonato de calcio (excepto por el sabélido Glomerula piloseta); además poseen una membrana torácica que ensancha su tórax, rasgo que no poseen los sabélidos. Por otro lado, la mayoría de los serpúlidos tienen un opérculo especializado que bloquea la entrada al tubo cuando el serpúlido se retrae en él. Los serpúlidos son los anélidos biomineralizadores más importantes. Se conocen poco más de 540 especies en la familia Serpulidae, de las cuales la mayoría vive en el mar, aunque hay varias especies que viven en agua salobre y agua dulce (e.g., Ficopomatus). Los serpúlidos más antiguos conocidos datan del Pérmico (Wordiano a Pérmico tardío).
La sangre de la mayoría de las especies de gusanos serpúlidos y sabélidos contiene el pigmento de fijación de oxígeno clorocruorina. Por medio de este pigmento, transportan oxígeno a los tejidos. La clorocruorina tiene una afinidad por el monóxido de carbono 570 mayor que la hemoglobina de la sangre humana.
Los tubos vacíos de serpúlidos pueden confundirse con las conchas de una familia de gastrópodos denominados Vermetidae o caracoles gusano. La diferencia más obvia es que los tubos de serpúlidos son opacos internamente, mientras que las conchas de los vermétidos tienen el interior brilloso debido al nácar.

## Géneros seleccionados
- Amplaria Knight-Jones, 1973
- Anomalorbis Vine, 1972
- Apomatus Philippi, 1844
- Bushiella Knight-Jones, 1973
- Capeospira Pillai, 1970
- Chitinopoma Levinsen, 1884
- Circeis Saint-Joseph, 1894
- Crucigera Benedict, 1887

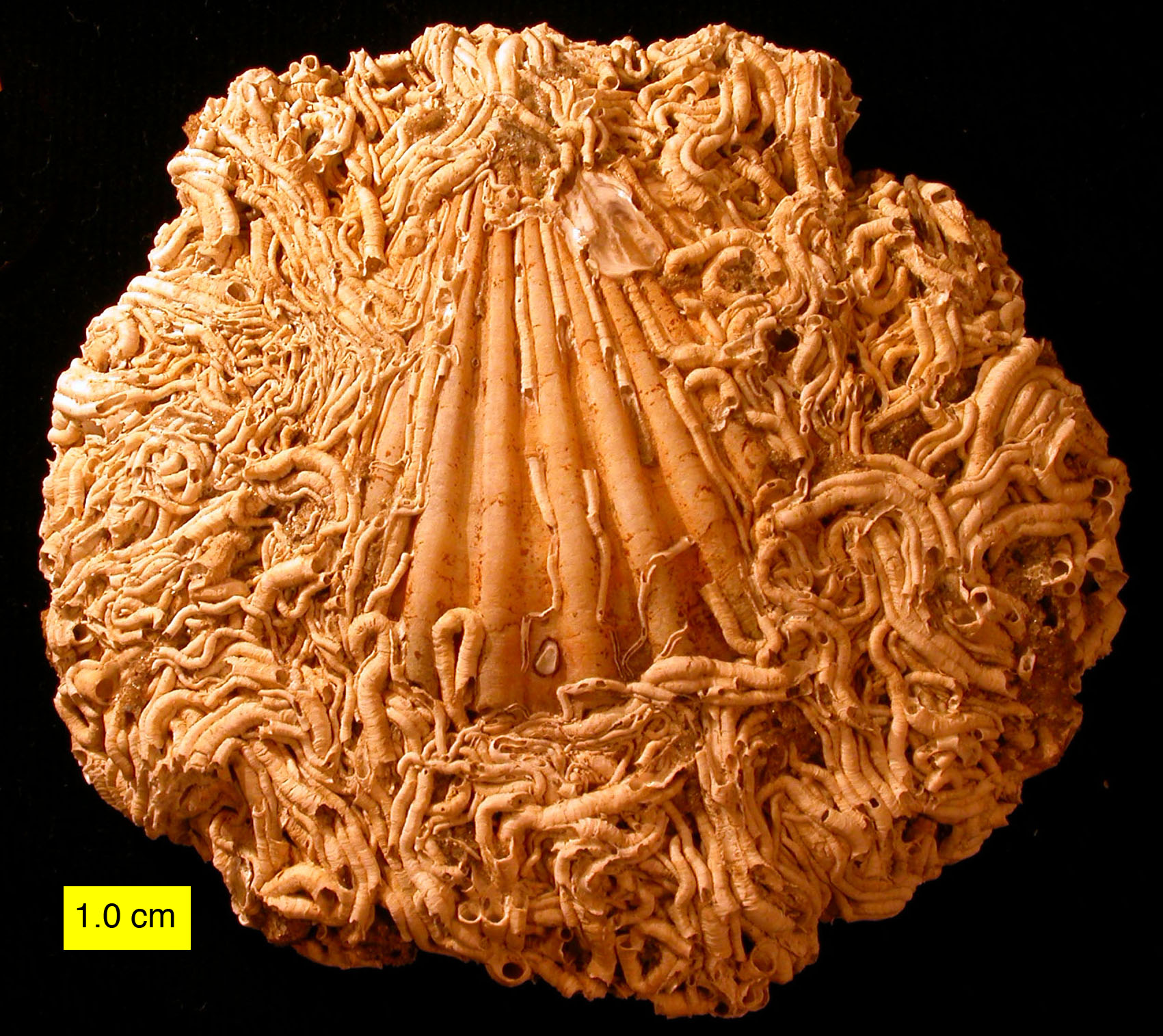
Pecten sp. con tubos de serpúlidos incrustados; Playa Duck Harbor en Bahía Cape Cod, Wellfleet, Massachusetts.

- Dexiospira Caullery and Mesnil, 1897
- Dextralia Knight-Jones, 1973
- Ditrupa Berkeley, 1835
- Eulaeospira Pillai, 1970
- Ficopomatus Sauthern, 1921
- Filograna Berkeley, 1835[4]
- Filogranella Ben-Eliahu and Dafni, 1979
- Filogranula Langerhans, 1884
- Galeolaria Lamarck, J.B. de (1818)
- Hyalopotamus Marenzeller, 1878
- Hydroides Gunnerus, 1768
- Janua Saint-Joseph, 1894
- Josephella Caullery and Mesnil, 1896
- Leodora Saint-Joseph, 1894
- Metavermilia Bush, 1904
- Neodexiospira Pillai, 1970
- Neovermila Day, 1961
- Nidificaria
- Paradexiospira Caullery and Mesnil, 1897
- Paralaeospira Caullery and Mesnil, 1897
- Pileolaria Claparede, 1870
- Placostegus Philippi, 1844
- Pomatoceros Philippi, 1844
- Pomatoleios Pixell, 1912
- Pomatostegus Schmarda, 1861
- Protolaeospira Pixell, 1912
- Protula Risso, 1826
- Pseudochitinopoma Zibrowius, 1969
- Pseudovermilia Bush, 1907
- Salmacina Claparede, 1870
- Semivermila Imajima, 1978
- Serpula Linnaeus, 1767 Type genus
- Simplicaria Knight-Jones, 1973
- Spirobranchus Blainville, 1818
- Spirorbis Daudin, 1800
- Turbocavus Prentiss et al., 2014[5]
- Vermiliopsis Saint-Joseph, 1894
- Vinearia

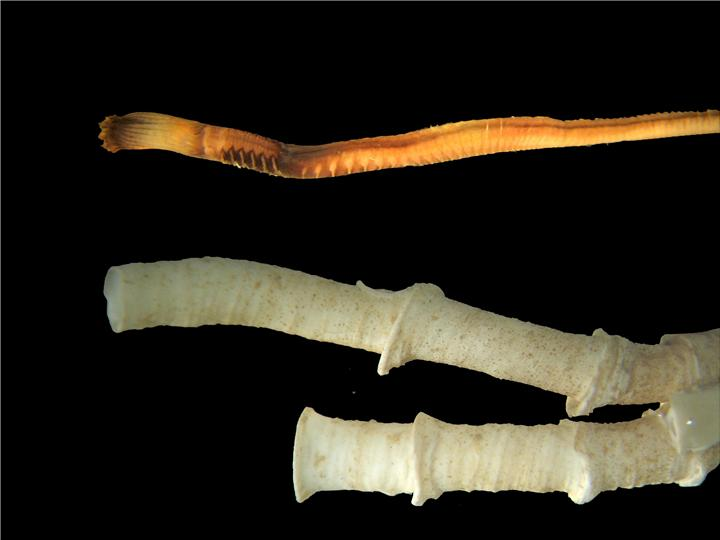
Ficopomatus enigmaticus
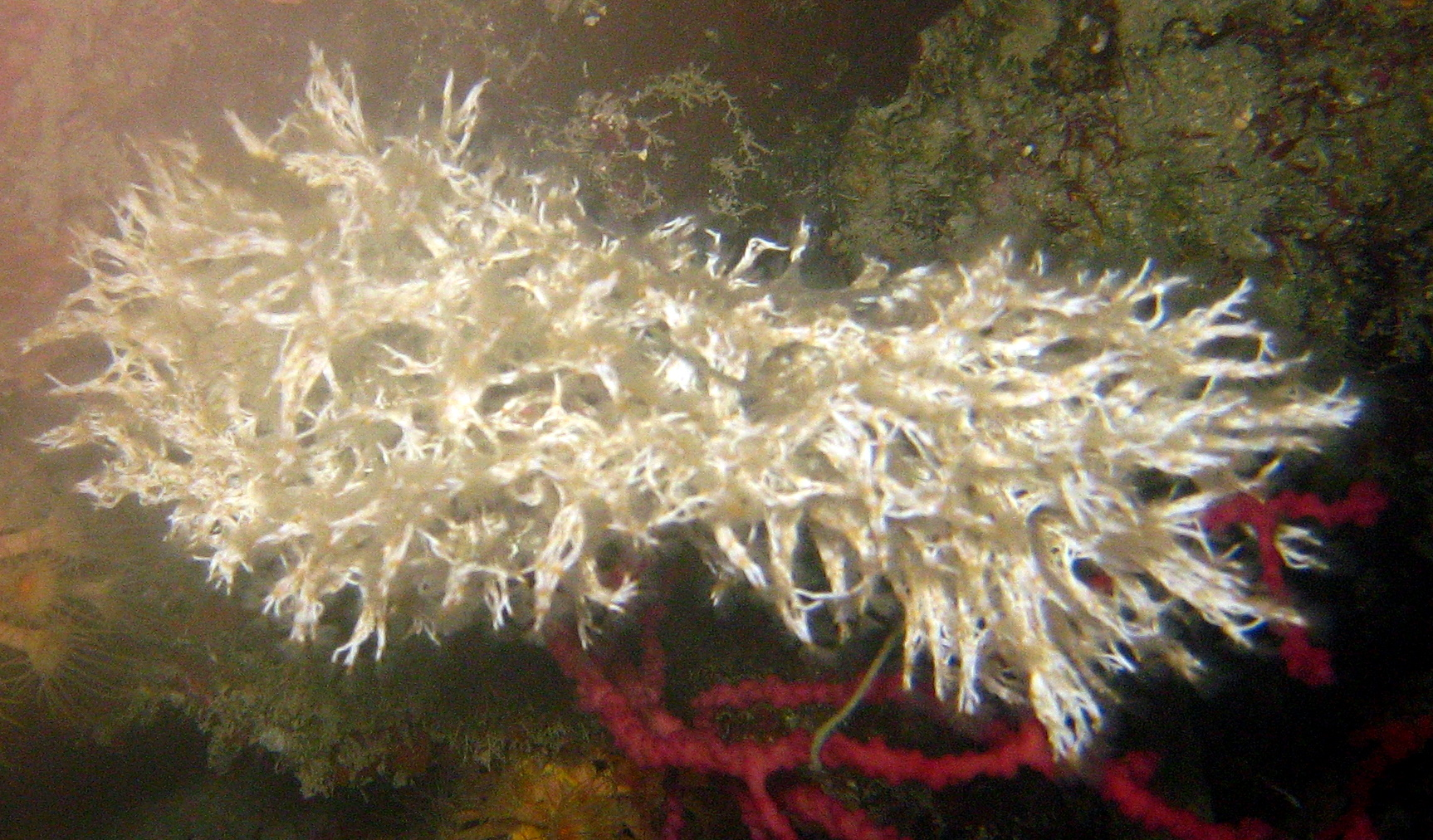
Filograna implexa
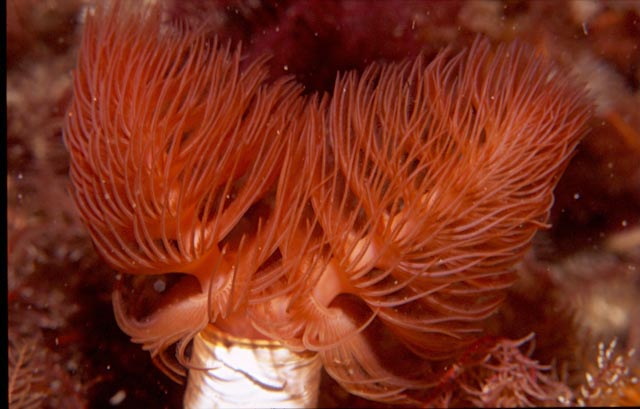
Protula bispiralis
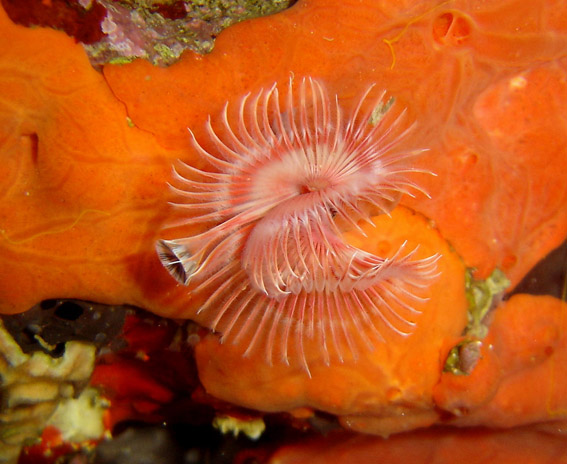
Serpula vermicularis
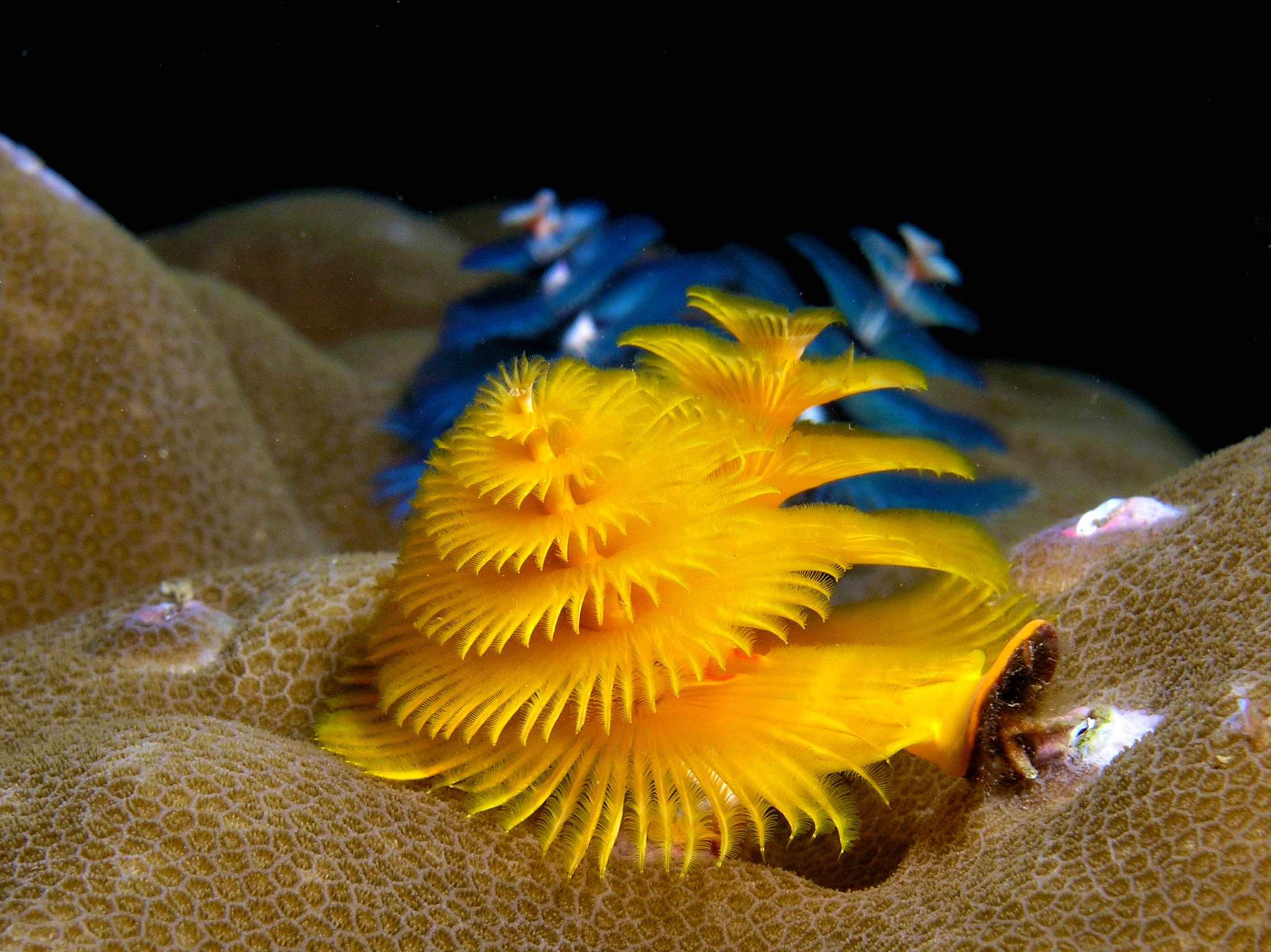
Spirobranchus giganteus
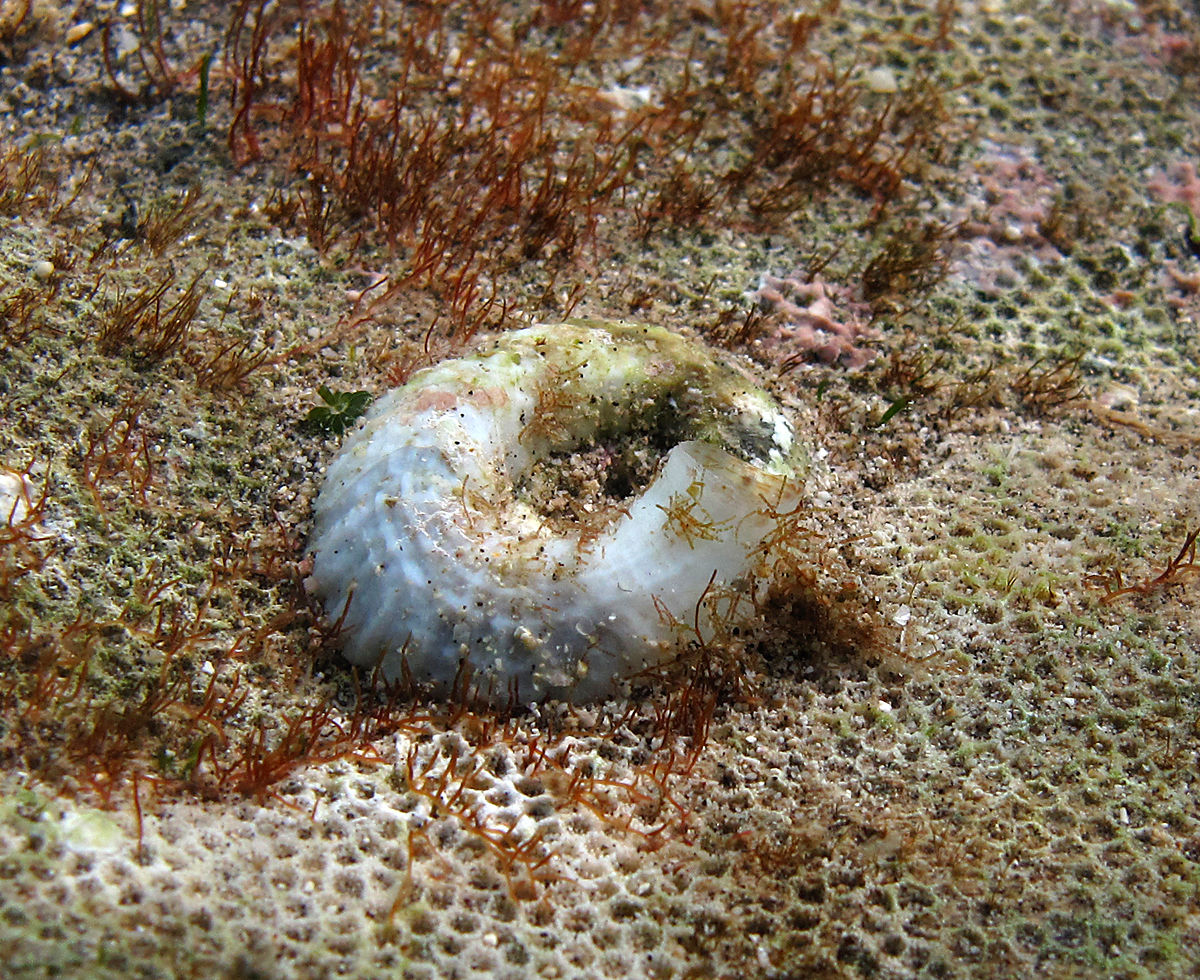
Spirorbis sp.